# Nisbethska skolan (Uppsala)
Ej att förväxla med Nisbethska skolan i Kalmar

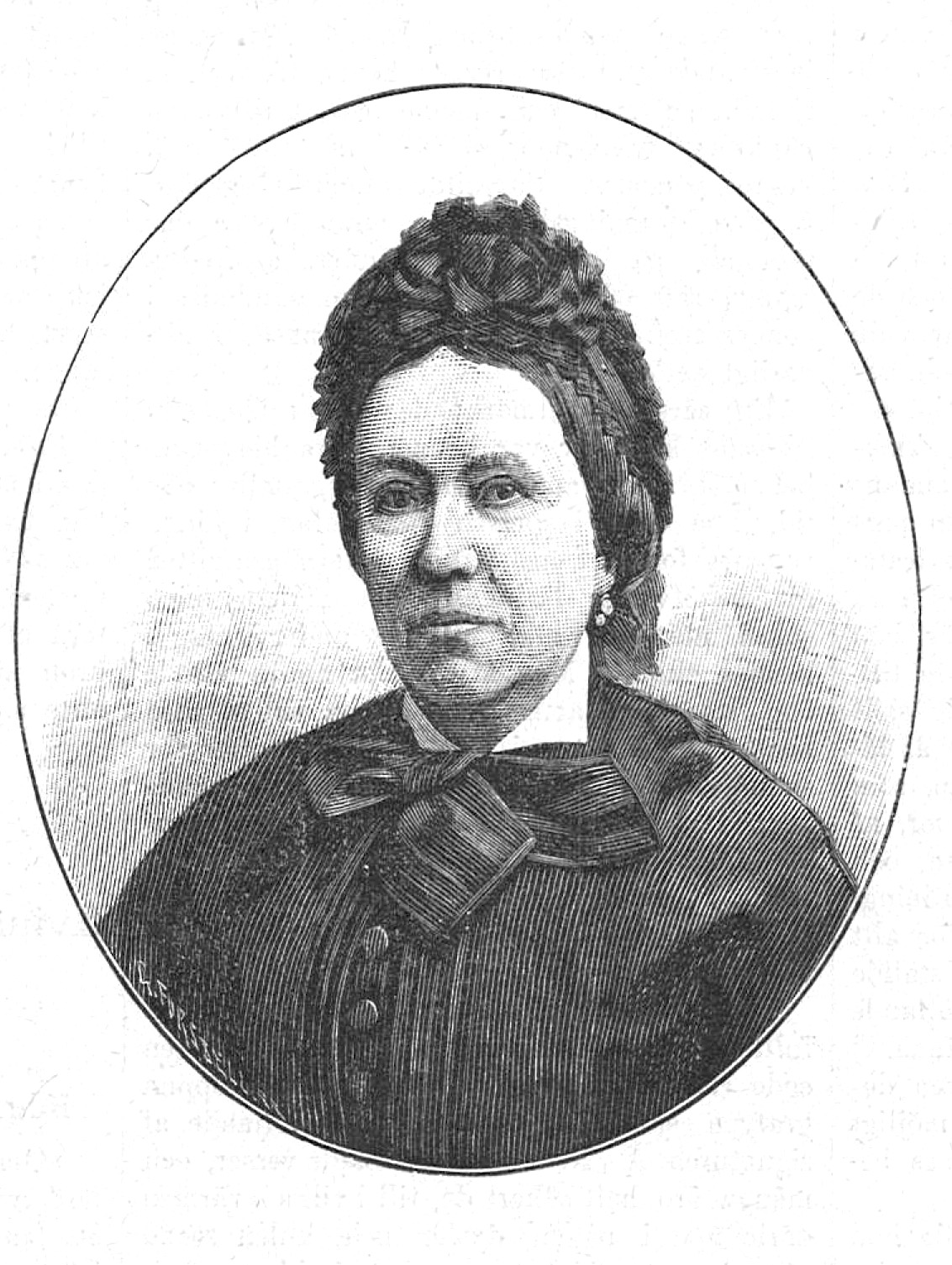
Gustava Nisbeth. Xylografi i Idun 1891, nr 21.

Nisbethska skolan var en svensk flickskola i Uppsala, aktiv mellan 1849 och 1883. Det var den äldsta flickskolan i Uppsala. 
Skolan grundades av Gustava Nisbeth år 1849. I början var den dock enbart en typisk mamsellskola, där Nisbeth själv undervisade åtta elever runt ett bord i kristendom, modersmål, räkning, skrivning och handarbete. Nya ämnen och fler lärare lades dock till allteftersom, tills skolan cirka 1860 hade gått från en mamsellskola till en riktig högre flickskola: när eleverna år 1868 indelades i sju fasta klasser med bestämd kursplan var förvandlingen komplett. 1871 fick den en förberedande avdelning och 1872 en sjunde övre klass med provlektioner för de lägre klasserna, alltså en lärarinneklass. Skolan använde sig då i stort av utbildade lärare från universitetet. 1874 fick skolan en rektor vid sidan av föreståndaren, och 1879 statsanslag. Skolan uppnådde ett elevantal på 150. Det rådde en välkänd rivalitet mellan Nisbethska skolan och dess främsta konkurrent, Krookska skolan (1865–1889), som låg vägg i vägg, och eleverna brukade kalla varandra näsbitar och krokodiler. 
Nisbethska skolan och Krookska skolan uppgick båda i Uppsala högre elementarläroverk för flickor 1883 respektive 1889. 
Föreståndare
1. 1849-1874: Gustava Nisbeth
2. 1874-1883: Sally Löfstedt
3. 1883-1883: Kerstin Rüffel